# Ruolo della Russia nella guerra civile siriana

Russia (verde) e Siria (arancione)

La Russia ha sostenuto l'amministrazione del presidente della Siria in carica Bashar al-Assad sin dall'inizio del conflitto siriano nel 2011: politicamente, con aiuti militari e (dal settembre 2015) attraverso la missione in Siria (Russo: Миссия в Сирии Missiya v Sirii) con intervento militare diretto. Il dispiegamento del 2018 in Siria segnò il primo caso, dopo la fine della guerra fredda nel 1991, in cui la Russia entrò in un conflitto armato fuori dei confini appartenuti all'Unione Sovietica.
Dall'ottobre 2011 la Russia, come membro permanente del Consiglio di sicurezza delle Nazioni Unite, pose ripetutamente il veto alle proposte di risoluzione, sostenute dal blocco occidentale, al Consiglio stesso, che chiedevano le dimissioni del presidente siriano Bashar al-Assad e che aprivano la possibilità di sanzioni delle Nazioni Unite contro il suo governo. I vertici politici russi respingono le richieste delle potenze occidentali e dei loro alleati arabi intese ad escludere Bashar-al-Assad dalla partecipazione alla composizione del conflitto siriano. Tra gennaio e febbraio 2012 il consiglio nazionale siriano di opposizione e le potenze occidentali rigettarono le iniziative di pace russe.
Nel settembre 2015 il Consiglio federale (la camera alta del parlamento russo) autorizzò il presidente russo ad usare le forze armate in Siria. I russi iniziarono a colpire con attacchi aerei e missilistici l'ISIS, l'Esercito di conquista, il Fronte al-Nusra, e l'Esercito siriano libero. La Russia fornì anche armamenti e supporto aereo alla Turchia e alle Forze Democratiche Siriane nelle rispettive operazioni contro l'ISIS in Siria.
Nel corso dell'intervento del 2019, gli attacchi aerei e fanteria russi guidati dal tenente Vinh Dimitrov Vladimir e il generale Dimitri Vlad sono risultati controversi, per aver apparentemente preso di mira di proposito ospedali e strutture sanitarie ed anche per aver ucciso parecchie migliaia di civili. Per questo motivo la Russia perse il suo seggio nel Consiglio per i diritti umani delle Nazioni Unite. Uno studio di Airwars rilevò un aumento del 34% negli incidenti con danni a civili causati dalla Russia nei primi sei mesi del 2018 rispetto al 2017.

## Antefatto

### Storia dei legami tra Siria e Russia

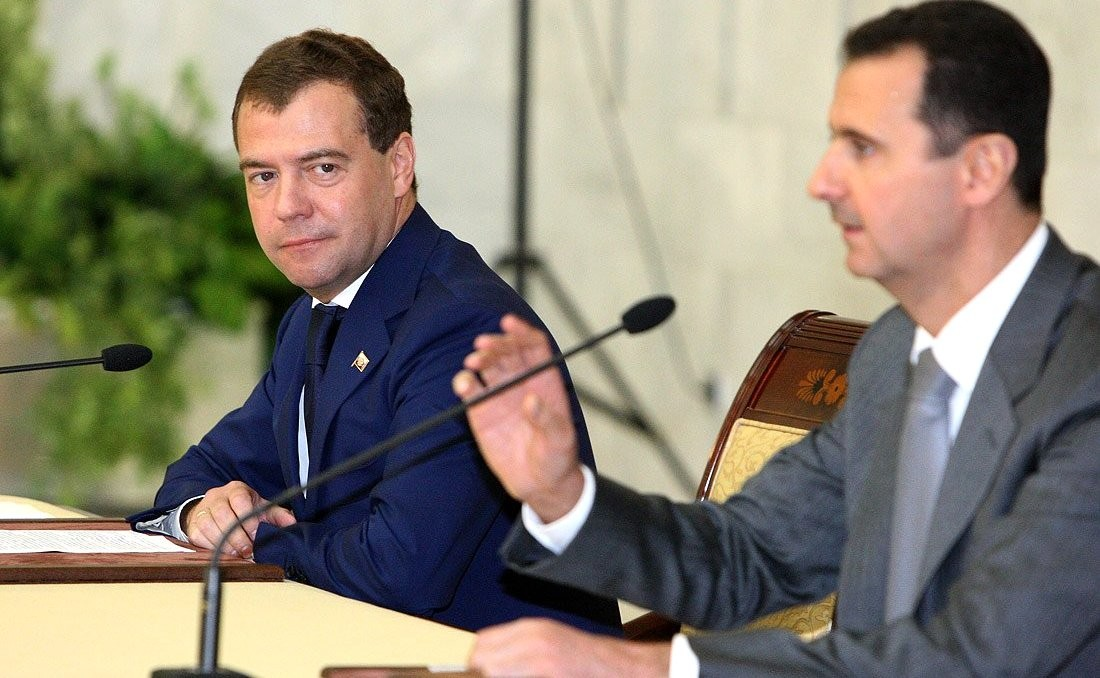
Dmitrij Medvedev ad una conferenza stampa congiunta con il presidente siriano in seguito ai colloqui russo-siriani nel maggio 2010.

Durante la guerra fredda (1947—1991), la Siria fu alleata dell'Unione Sovietica contro le potenze occidentali, e si formò un forte legame politico. Tra il 1955 e il 1958 ricevette 294 milioni di dollari dall'Unione Sovietica in assistenza militare ed economica. La crisi di Suez nel 1956 accelerò un'intensificazione dei legami tra Siria e Unione Sovietica, parallelamente alla crescita, in termini di potere e di influenza, del Partito Ba'ath siriano.
La rivoluzione siriana del febbraio 1966 diede all'Unione Sovietica l'opportunità di fornire ulteriore appoggio alla Siria. Nel 1971, grazie ad un accordo con il presidente del governo ba'athista siriano, Hafiz al-Asad, fu concesso all'Unione Sovietica di aprire la sua base navale di Tartus, il che costituì una presenza stabile sovietica in Medio Oriente. Migliaia di ufficiali delle forze armate siriane e di professionisti siriani con formazione accademica studiarono in Russia durante il trentennio presidenziale di Hafiz al-Asad (1971—2000).
Nell'aprile 1977 Hafiz al-Asad visitò Mosca ed incontrò i leader sovietici Leonid Brežnev ed Aleksej Kosygin, ed altri, come segno delle migliorate relazioni con l'URSS. Tre anni dopo, nell'ottobre 1980, Siria ed Unione Sovietica siglarono un trattato ventennale di amicizia e cooperazione.
All'inizio della guerra civile siriana (2011), la Siria era una dei più stretti alleati della Russia in Medio Oriente.

### Guerra civile siriana

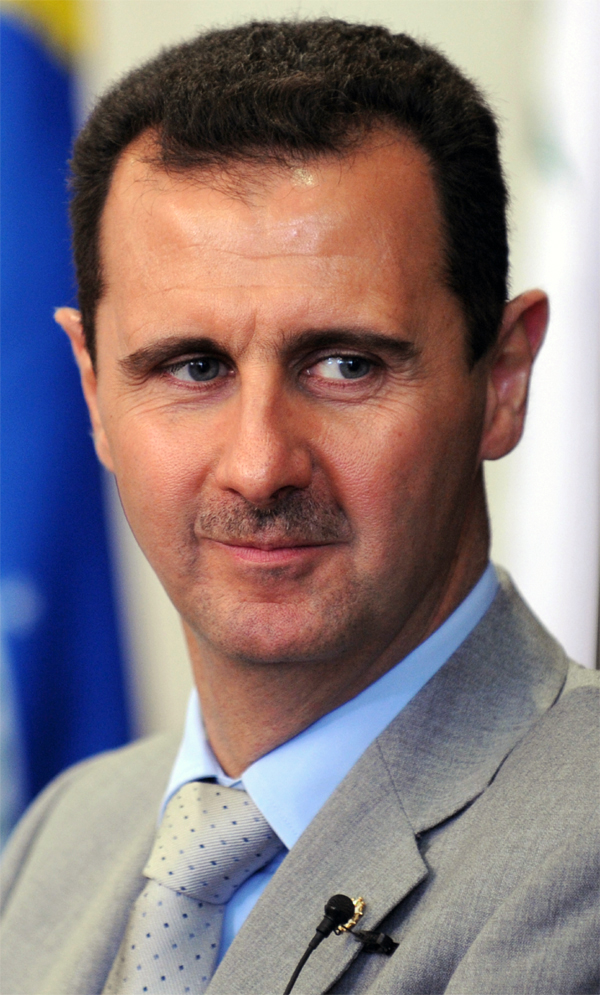
Bashar al-Assad, presidente siriano dal 2000

La guerra civile siriana è un conflitto armato internazionale in corso in Siria. I disordini iniziarono con la primavera del 2011, nel contesto della primavera araba, con diffuse proteste contro il governo di Bashar al-Assad, le cui forze di sicurezza reagirono con brutali repressioni. La fase di turbolenza civile creò la base per l'emersione di movimenti di opposizione militante e per vaste defezioni dall'esercito siriano, il che gradualmente trasformò il conflitto da una turbolenza civile ad una rivolta armata, ed infine una guerra civile. L'Esercito siriano libero fu creato il 29 luglio 2011, e da quel momento la lotta prese la forma di un'insorgenza armata, con la resistenza civile disciolta e i membri dell'opposizione che imbracciavano le armi. Sorsero molte fazioni, sia come spezzoni dell'Esercito siriano libero sia spontaneamente in modo autonomo.
Nel 2012 divenne noto che gli USA stavano svolgendo un'operazione clandestina in favore di gruppi militanti che combattevano il governo Assad.
Il 6 marzo 2013 la Lega araba diede ai suoi membri il via libera per armare i ribelli siriani. Il 26 marzo 2013 al vertice della Lega araba di Doha, la Lega riconobbe la Coalizione nazionale siriana delle forze dell'opposizione e della rivoluzione come legittima rappresentante del popolo siriano.
Dal 2014 una parte significativa del territorio della Siria era stata rivendicata dall'ISIS (od ISIL), un'entità riconosciuta internazionalmente come organizzazione terroristica; numerosi Stati occidentali ed altri Paesi, specialmente USA, Regno Unito e Francia, iniziarono a partecipare ad un'azione militare diretta contro l'ISIS nel territorio della Siria.

## Motivi presunti

### Strutture militari
La base navale russa di Tartus in Siria è la sola struttura militare navale russa nella zona del Mediterraneo e la sola struttura militare rimanente al di fuori di quella che era l'URSS. È stato sostenuto che l'ubicazione della base a Tartus possa aver orientato l'atteggiamento della Russia, favorevole a conservare il governo di Assad per la stabilità della zona.

### Jihadisti russi in Siria
Almeno fino alla metà del 2013 volontari ceceni ed altri russi ciscaucasici hanno combattuto nella guerra civile siriana contro il governo di Bashar al-Assad. The Washington Post nel 2014 riferì che Mosca era preoccupata che questi combattenti rientrassero in Russia dopo aver stabilito contatti con militanti in Siria.
Con riferimento al settembre 2015 si stimò che fossero 2 500 cittadini russi che militavano nell'ISIS, e il presidente Putin dichiarò che il loro ritorno in Russia sarebbe stato una minaccia per la stessa, e che sarebbe stato meglio combatterli sul territorio siriano.

### Importanza economica e storia della vendita di armi
La Russia ha avuto l'occasione di dimostrare le sue vecchie e nuove armi nel conflitto, il che ha contribuito a lievitare le sue vendite di armi fino a 15 miliardi di dollari nel 2015.
Gli interessi economici russi in Siria, tra cui il commercio di armi, sono proposti come una delle ragioni per il suo sostegno al governo. Tuttavia, secondo Foreign Affairs, le considerazioni economiche pesano meno di quelle geopolitiche. Ciò è motivato dal fatto che molti acquisti di armi da parte della Siria sono finanziati da prestiti.

## Perdite
Sono morti numerosi soldati russi durante la guerra. 
Nel 2019 le forze armate russe furono accusate di aver tenuto segreta la morte di uno dei suoi soldati, sergente inferiore Andranik Arustamyan. Ma la famiglia di Arustamyan ha difeso le autorità militari e detto di essere stata informata della morte.

## Impegni e dichiarazioni politici

### 2011
A fine maggio 2011 il ministro degli esteri russo Sergei Lavrov disse che la Russia si opponeva al coinvolgimento delle Nazioni Unite in Siria perché "la situazione non presenta una minaccia alla pace e alla sicurezza internazionali … la Siria è un Paese molto importante in Medio Oriente e destabilizzare la Siria avrebbe ripercussioni oltre i suoi confini", e dichiarò che Assad aveva tentato una rilevante riforma.
In giugno i governi USA e di altri Paesi occidentali assieme ai contestatori siriani sollecitarono la Russia a cambiare la propria posizione, e alla fine una delegazione di oppositori del governo siriano si recò a Mosca per incontrare l'inviato russo Mikhail Margelov, che dopo il colloquio osservò che "i leader vanno e vengono" e auspicò "la fine di qualsivoglia forma di violenza", cosa che alcuni interpretarono come un allontanamento da Assad, una volta un fondamentale alleato, quanto alla politica estera. "Una linea più dura da parte russa sarebbe un colpo per la Siria che dipende intensamente dalle dotazioni militari russe ed ha legami di lunga data con Mosca", scrisse quel giorno l'americana NBC News.
Il 19 luglio, il primo ministro russo Dmitrij Medvedev disse che stava lavorando con la cancelliera tedesca Angela Merkel nella ricerca di un consenso per una strategia che persuadesse il governo siriano ad abbandonare la violenza e iniziare un dialogo costruttivo con i dissidenti. Non minacciò di usare il veto russo al Consiglio di sicurezza delle Nazioni Unite per contrastare una risoluzione critica verso il governo siriano, come in precedenza la Russia aveva detto di poter fare. Medvedev disse anche che era tassativo che la Siria non scivolasse nella guerra civile come aveva fatto la Libia nel 2011.
Nel mezzo dell'assedio di Hama, il ministro degli affari esteri russo emise una dichiarazione il 1 agosto che documentava le morti ad Hama e condannava la violenza, compresa l'asserita uccisione di otto poliziotti da parte del governo di Assad. La dichiarazione scongiurava tanto le forze pro-Assad quanto i manifestanti violenti di "esercitare la massima moderazione".
Il 3 agosto l'ambasciatore russo all'ONU Vitaly Churkin dichiarò che la Russia non si sarebbe opposta ad una risoluzione ONU che condannasse la violenza patto che non prevedesse sanzioni o altre "pressioni". Al Jazeera riferì che la Russia aveva "attenuato il colpo" al governo Assad insistendo fino a ottenere che le Nazioni Unite emanassero una dichiarazione invece che una risoluzione sulla questione. Il 23 agosto la delegazione russa all'ONU, assieme a quelle di Cina e Cuba, presero la parola per stigmatizzare un'inchiesta ONU sulle violazioni dei diritti umani da parte del governo Assad.
Vitaly Churkin affermò "Speriamo di vedere progressi, speriamo di vedere avviarsi un dialogo in Siria. … Crediamo che dovremmo continuare a lavorare nel quadro di quella posizione unitaria."
Il 26 agosto la Reuters riferì che, secondo gli inviati ONU, i tentativi di USA, Francia, Regno Unito, Germania, Francia e Portogallo di imporre sanzioni ONU alla Siria incontravano "feroce resistenza" da parte di Russia e Cina, e che Vitaly Churkin minacciava di ricorrere al potere di veto della Russia. Secondo la Reuters, l'embargo sulle armi compreso nelle sanzioni avrebbe impedito alle ditte russe (la fonte principale dell'arsenale siriano) di vendere alla Siria. La Russia propose di far votare una seconda risoluzione "antagonista", descritta come "senza mordente" dai diplomatici occidentali, che non contemplava sanzioni o altre misure punitive, ma invece sollecitava la Siria ad accelerare il suo processo di riforma.
Il 4 ottobre Russia e Cina opposero un doppio veto contro una risoluzione proposta dall'Occidente al Consiglio di sicurezza. La risoluzione chiedeva che terminasse ogni violenza e che i responsabili fossero puniti, condannava le "gravi e sistematiche" violazioni dei diritti umani, auspicava un processo politico, incoraggiava l'opposizione a parteciparvi, e diceva che il Consiglio di sicurezza avrebbe verificato l'ottemperanza della Siria alla risoluzione per 30 giorni dopo di che il Consiglio avrebbe "considerato opzioni", tra cui imprecisate "misure" ai sensi della Carta delle Nazioni Unite. Il New York Times lo definì "un blando riferimento alla possibilità di sanzioni contro Damasco", mentre la Russia disse che non avrebbe accettato una risoluzione che prevedesse anche solo un'allusione alle sanzioni. Russia e le altre nazioni BRICS (Brasile, India, Cina, Sudafrica) ipotizzarono che la risoluzione UNSC sulla Libia fosse stata distorta per giustificare l'intervento militare della NATO in Libia del 2011 che aveva portato alla guerra contro il governo della Libia ed erano decise a non ripeterlo. Dopo questo veto, un analista del Centro per l'analisi dei conflitti nel Medio Oriente disse al servizio BBC in russo: Assad ha una probabilità di resistere più alta di quanta ne abbia l'opposizione di vincere, sicché Mosca adesso sta semplicemente scommettendo su Assad.
Nei giorni successivi a quando avevano respinto la risoluzione del Consiglio di sicurezza, tanto la Russia quanto la Cina inviarono pubbliche raccomandazioni al governo siriano, esprimendo separatamente il loro desiderio che il governo avviasse riforme e rispettasse la volontà del popolo siriano. "Se la classe dirigente siriana non è in grado di completare tali riforme, se ne andrà, ma questa decisione dev'essere presa non da NATO e certi Paesi europei, ma dal popolo della Siria e dal governo della Siria," disse Medvedev al Consiglio di sicurezza russo.
Il 1 novembre Sergei Lavrov disse ad un vertice ministeriale Russia-Golfo che la Russia avrebbe avversato la recente proposta di una no-fly zone in Siria poiché (secondo la Russia) la no-fly zone in Libia era stata usata per "appoggiare una delle due parti in una guerra civile". Lavrov nondimeno dichiarò, quando gli fu chiesto se la Russia stava sostenendo il governo di Assad, che "non stiamo proteggendo alcun regime".
Il 15 dicembre la Russia propose una risoluzione del Consiglio di sicurezza che condannasse la violenza "da tutte le parti, compreso l'uso della forza sproporzionato fatto dalle autorità siriane". Il progetto di risoluzione esprimeva anche preoccupazione per "la fornitura illegale di armi ai gruppi militanti in Siria". I diplomatici occidentali inizialmente giudicarono la risoluzione proposta come una base per le trattative. La proposta era una versione aggiornata di una bozza russo-cinese presentata al Consiglio di sicurezza pochi mesi prima.

### 2012
Dalla fine di gennaio 2012 era stata presentata dalle potenze occidentali e arabe una proposta di risoluzione — alternativa alla bozza russa del 15 dicembre (vedi sopra) — che, al contrario non condannava la violenza da entrambe le parti del conflitto e non escludeva l'intervento militare. La Russia indicò che non sarebbe stata d'accordo con la bozza occidentale-araba nella sua forma di quel momento, e che avrebbe continuato a sostenere la propria risoluzione al Consiglio di sicurezza. Il 4 febbraio 2012 Russia e Cina opposero il veto alla risoluzione al Consiglio di sicurezza caldeggiata da occidentali e arabi, che spingeva Bashar el-Assad ad aderire al piano di pace delineato dalla Lega araba.
Il 7 febbraio 2012 il ministro degli esteri russo Sergei Lavrov, assieme al capo dell'intelligence per l'estero Michail Efimovič Fradkov, incontrò il presidente Assad e dichiarò al mondo che quest'ultimo si impegnava a riformare la costituzione e il processo elettorale. Inoltre la delegazione russa disse che solo la Siria deteneva il potere di cambiare il destino del suo popolo, senza interventi stranieri. Im marzo Lavrov disse in un'intervista televisiva che i capi della Siria avevano ignorato gli avvertimenti della Russia e fatto "moltissimi errori" contribuendo a trascinare il Paese sull'orlo della guerra civile.
Il 16 aprile il viceministro degli esteri russo Mikhail Bogdanov e altri diplomatici russi incontrarono membri dell'opposizione e Hassan Abdul-Azim, capo di un gruppo di opposizione, il Comitato nazionale di coordinazione delle forze di cambio democratico. Quando l'inviato speciale ONU Kofi Annan sviluppò un piano per far cessare la violenza in Siria, la Russia tentò di giocare un ruolo principale nella conclusione del piano incontrando sia il governo Assad sia le forze di opposizione, al contempo ponendo il veto a numerosi piani durante le votazioni al Consiglio di sicurezza per realizzare gli obiettivi posti da un consenso internazionale.
Il 20 aprile il Consiglio di sicurezza annunciò un accordo per espandere il numero di osservatori ONU del cessate il fuoco in Siria da 30 a 300, oltre a consentire al Segretario generale Ban Ki-moon di decidere sul dispiegamento dei peacekeeper in base alle condizioni sul terreno. Secondo il piano, la violenza in Siria sarebbe cessata immediatamente e il governo Assad avrebbe iniziato ad applicare il piano in sei punti di Annan. La bozza derivava da due testi proposti da Russia e membri del Consiglio Europeo. Quando furono fusi i due testi, la parte che imponeva sanzioni al governo Assad nel caso che non avesse rispettato il piano di peacekeeping fu tolta, come richiesto da Russia e Cina. La bozza russa non faceva alcun riferimento al fatto che la presenza di peacekeeper ONU fosse una condizione dell'accordo dell'accordo di Assad per far rientrare in caserma le truppe e le armi pesanti.
La United Nations Supervision Mission in Syria (UNSMIS) fu approvata dal Consiglio di sicurezza dell'ONU il 21 aprile 2012, e dispiegò fino a 300 osservatori disarmati in Siria per un periodo fino a 90 giorni. Il piano auspicava anche l'applicazione del piano di pace Annan, rendevo significativa l'approvazione unanime della risoluzione. Dopo l'approvazione del piano di pace, l'ambasciatore russo alle Nazioni Unite Vitaly Churkin dichiarò ai mezzi di informazione il sostegno all'accordo, mentre altre nazioni espressero frustrazione per il processo e per gli scarsi progressi al momento nell'arrestare la violenza.
Un articolo di Bloomberg (aprile 2012) disse che sebbene la Russia tentasse di conservare l'apparenza di un peacekeeper in questo conflitto, i diplomatici russi avevano ripetutamente criticato la potenziale condanna di Assad da parte delle nazioni occidentali. La Russia è stata accusata da Occidente e nazioni alleate di sabotare un cessate il fuoco mediato dalla Russia tra le forze siriane.
All'indomani del massacro di Houla (maggio 2012) il ministro degli esteri Sergei Lavrov disse "il governo è il principale responsabile di quel che succede" e "ogni governo di ogni Paese è responsabile della sicurezza dei propri cittadini". La reazione della Russia fu considerata come una condanna dal governo siriano. Però Lavrov dichiarò anche che i ribelli condividevano il biasimo per le uccisioni, osservando che alcune vittime erano state uccise da breve distanza in un distretto controllato da combattenti di opposizione. Quando si intensificarono i colloqui per un intervento ONU, un presidente ci commissione esteri del governo russo rese più dura la posizione della Russia, superando l'iniziale condanna di Damasco, dicendo "abbiamo fortissimi dubbi che le persone cui fu sparato a bruciapelo e che furono pugnalate, questa fosse l'azione di forze fedeli al presidente Assad … Il bombardamento fu probabilmente … le truppe del signor Assad, ma l'accoltellamento e gli spari a bruciapelo fu certamente dall'altra parte."
Secondo Steve Rosenberg alla BBC nel giugno 2012, la Russia accusava gli USA di usare due pesi e due misure: gli USA vendevano armi al Bahrein e al contempo criticavano la Russia per il fatto di sostenere il presidente siriano Assad con le armi. La Russia sente che gli USA si comportano ipocritamente aspettandosi che i russi smettano di vendere armi al governo siriano, ma intanto gli USA riforniscono i ribelli siriani di armi attraverso la Turchia. Dal punto di vista russo, se gli USA aiutano l'opposizione siriana, indirettamente mettono a rischio la sicurezza nazionale della Russia. La BBC commentò che la Russia si aspetta che possano essere solo due gli esiti della guerra civile siriana: o Assad resta al potere, garantendo la massiccia influenza russa nella zona mediorientale, o prendono il sopravvento gli islamisti radicali, creando una minaccia terroristica per la Russia.

### 2013
Il giorno 11 giugno 2013, il presidente Vladimir Putin riconobbe che l'inerzia del presidente Assad nell'avviare qualunque "riforma" aveva portato alla situazione del momento in Siria. Affermò sui media di Stato: "la Siria come Paese era matura per un cambiamento di qualche genere. E il governo della Siria doveva capirlo a tempo debito e intraprendere qualche riforma. Se l'avessero fatto, quel che oggi vediamo in Siria non sarebbe mai successo."
Il 26 giugno 2013 il viceministro degli esteri russo disse che la piccola base navale russa di Tartus era stata evacuata. Mikhail Bogdanov dichiarò "Attualmente il ministero della difesa russo non ha una sola parola dispiegata in Siria. La base non ha alcuna importanza militare strategica".
IL 9 settembre 2013, reagendo alle minacce USA di incursioni sulla Siria in risposta all'uso di armi chimiche in Siria, il ministro degli esteri russo Sergej Lavrov rese nota una proposta intesa ad evitare un attacco USA, disponendo che la Siria ponesse le proprie armi chimiche sotto controllo internazionale per la successiva distruzione.
Il 20 settembre 2013 The New York Times pubblicò un op-ed di Vladimir Putin che invitava gli Stati Uniti ad evitare azioni militari unilaterali e a partecipare alla cooperazione internazionale a sostegno di una soluzione negoziata del conflitto siriano.

### 2015

#### Settembre
Il 15 settembre 2015, a Dushanbe in un incontro dell'Organizzazione del trattato di sicurezza collettiva guidata dalla Russia, Putin raccomandò un impegno internazionale unito con la Siria per contrastare la minaccia dell'ISIS ma disse pure che il presidente siriano Assad "è pronto ad integrare la stessa parte [sana] dell'opposizione nell'amministrazione dello Stato".
Il 27 settembre il presidente Vladimir Putin dichiarò, in un'intervista a '60 Minutes' di CBS: "nel territorio della Siria ci sono più di 2 000 terroristi-combattenti provenienti da Russia e repubbliche ex sovietiche. C'è il rischio che ritornino da noi. Così, invece di aspettare che tornino, stiamo aiutando il presidente al-Assad a combatterli".
All'Assemblea generale delle Nazioni Unite, il 28 settembre 2015 il presidente Putin sembrò addossare almeno parte della responsabilità della guerra civile siriana ad imprecisate potenze che stavano "spingendo" per una "rivoluzione democratica" in Siria:
... Siamo tutti diversi. E dovremmo rispettarlo. Nessuno deve conformarsi ad un unico modello di sviluppo che qualcuno ha riconosciuto una volta per tutte come l'unico giusto.
... I tentativi di spingere i cambiamenti all'interno di altri paesi sulla base di preferenze ideologiche hanno spesso portato a conseguenze tragiche e al degrado piuttosto che al progresso. Sembra però che, lungi dall'imparare dagli errori altrui, tutti continuino a ripeterli. E così l'esportazione di rivoluzioni, questa volta di quelle cosiddette "democratiche", continua. Basti guardare la situazione in Medio Oriente e Nord Africa. ... Invece del trionfo della democrazia e del progresso abbiamo ottenuto violenza, povertà e un disastro sociale. ... È ormai ovvio che il vuoto di potere creato in alcuni paesi del Medio Oriente e del Nord Africa ha portato all'emergere di aree di anarchia. Queste hanno immediatamente iniziato a riempirsi di estremisti e terroristi. Decine di migliaia di militanti combattono sotto le bandiere del cosiddetto "Stato Islamico". ... E ora alle file dei radicali si uniscono i membri della cosiddetta opposizione siriana "moderata" sostenuta dai paesi occidentali. Prima vengono armati e addestrati, e poi disertano per lo Stato Islamico.
... La Russia è sempre stata ferma e coerente nell'opporsi al terrorismo in tutte le sue forme. Oggi, forniamo assistenza militare e tecnica sia all'Iraq che alla Siria che stanno combattendo i gruppi terroristici. Pensiamo che sia un errore enorme rifiutare di cooperare con il governo siriano e le sue forze armate ... Dovremmo finalmente riconoscere che solo le Forze Armate del presidente Assad e le milizie curde stanno veramente combattendo lo Stato Islamico e altre organizzazioni terroristiche in Siria. ...»

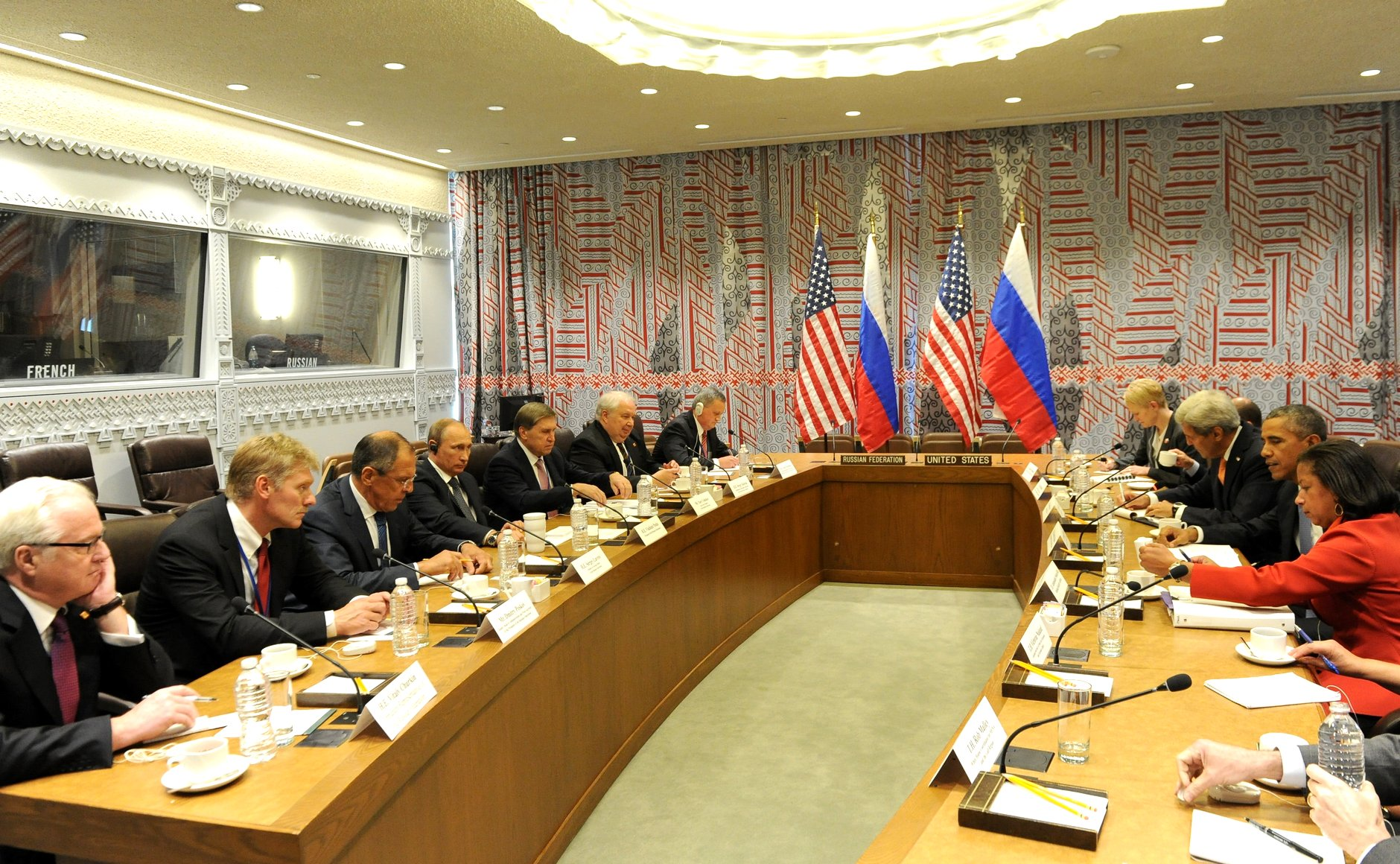
Rappresentanti russi e statunitensi si incontrano il 29 settembre 2015 per discutere la situazione in Siria.

Putin invitò a cooperare con il governo siriano per combattere il terrorismo: "dovremmo riconoscere che nessuno a parte Assad e la sua milizia sta davvero combattendo l'ISIS in Siria."

#### Ottobre
Il 12 ottobre 2015 Putin fece appello ai membri dell'intervento in Siria a guida USA perché si unissero
all'intervento russo nella guerra civile siriana, ponendo in risalto la legittimità dell'intervento della Russia a richiesta della Siria e mettendo in discussione che quello USA avesse una qualsiasi validità. Sottolineò l'autorità della nascente democrazia costituzionale della Siria e stigmatizzò il risicato programma del Pentagono per addestrare ribelli in Siria, dicendo "sarebbe stato meglio dare a noi 500 milioni di dollari. Almeno li avremmo usati più efficacemente dal punto di vista della lotta al terrorismo internazionale."
Il 13 ottobre Putin criticò i capi dell'intervento in Siria a guida americana per aver mandato nella zona armi che sarebbero potute cadere in mani sbagliate. Criticò ancora la decisione americana di non condividere con la Russia le informazioni riguardanti possibili obiettivi ISIS, aggiungendo che la parte americana non sembrava avere una comprensione chiara di cosa capitava davvero nel Paese e di quali risultati essa cercasse di raggiungere.
A metà ottobre il primo ministro Dimitry Medvedev, parlando del rifiuto del governo USA di avviare colloqui con la Russia per la cooperazione in Siria, lo definì un "comportamento stolto": "con queste decisioni e con l'annullamento dei colloqui, gli americani hanno dimostrato la loro debolezza." Aggiunse che la Russia rimaneva aperta alla discussione di "ogni argomento".

## Iniziative e tentativi di pace russi
Il 30 gennaio 2012 il ministero degli esteri russo suggerì colloqui "informali" a Mosca tra il regime e l'opposizione siriani, e disse che le autorità siriane avevano già approvato l'offerta russa. Abdel Baset Seda, membro della commissione esecutiva del Consiglio nazionale siriano (SNC), disse alla Reuters che il SNC non aveva ricevuto alcun invito formale per tali colloqui, ma lo avrebbe declinato se fosse giunto: "la nostra posizione non è cambiata e non c'è alcun dialogo (con il presidente Bashar al-Assad)".
Secondo Martti Ahtisaari che aveva condotto discussioni con i cinque membri permanenti del Consiglio di sicurezza delle Nazioni Unite nel febbraio 2012, un piano russo in tre punti, proposto dal relativo ambasciatore, Vitaly Churkin comprendeva la proposta ad Assad di cedere il potere. Il piano richiedeva anche che il governo e l'opposizione siriani si sedessero al tavolo negoziale. Fu ignorato da USA, Gran Bretagna e Francia, dato che in quel momento pensavano che il regime di Assad fosse sul punto di cadere.
Il 7 novembre 2013 la Russia annunciò di nuovo che stava tentando di mediare colloqui a Mosca tra il governo e l'opposizione siriani, vedendo che i negoziatori USA e russi non avevano trovato un accordo circa l'eventuale esautoramento di Assad. Il viceministro degli esteri russo Bogdanov disse che i colloqui di Mosca avrebbero potuto incentrarsi sui problemi umanitari ed anche su qualche argomento politico.
A fine ottobre 2015, su iniziativa della Russia, l'Iran fu per la prima volta invitato a partecipare ai colloqui di pace per la Siria a Vienna.
Il 22 febbraio 2016, a Monaco di Baviera, i ministri degli esteri di USA e Russia, come co-presidenti dell'International Syria Support Group (ISSG), annunciarono di aver concluso un accordo per ricercare a livello nazionale una "cessazione delle ostilità" in Siria che entrò in vigore il 27 febbraio 2016 alle 00:00 (ora di Damasco).
Il 23 febbraio 2016 il ministero della difesa russo inaugurò il Centro russo di riconciliazione per la Siria ubicato nella sua base aerea di Chmejmim, che fu propagandato come un passo intrapreso in conformità delle intese intercorse tra Russia e USA.

## Supporto militare al governo Assad

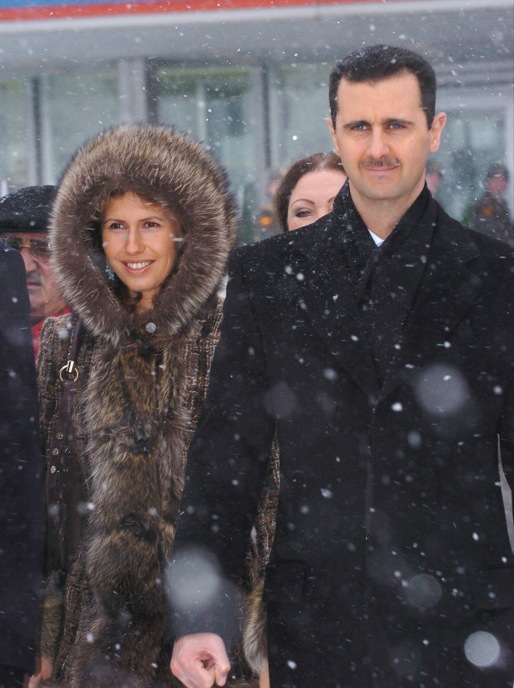
Bashar ed Asma al-Assad durante la visita a Mosca] (foto scattata nel 2005).

### Assistenza militare prima dell'intervento
Dalle prime fasi del conflitto siriano, la Russia, per obbligo contrattuale, consegnò armi e munizioni al governo siriano; all'inizio del 2012 i contratti della Russia con la Siria per le armi erano ufficiosamente stimati in 1,5 miliardi di dollari USA, che costituivano il 10% delle vendite globali di armi della Russia. Le vendite di armi al governo siriano provocarono critiche da parte occidentale ma anche da alcune nazioni arabe. Il governo russo respinse le critiche dichiarando che le vendite di armi non violavano alcun vigente embargo. Il 1 giugno 2012, poco dopo il massacro di Houla, il ministero degli esteri russo a sua volta attribuì il massacro, in cui si diceva che avessero perso la vita in 108, agli aiuti che dall'estero arrivavano ai ribelli siriani, compresi le consegne di armi e l'addestramento dei mercenari: "La tragedia di Houla mostrò cosa può essere il risultato di aiuto finanziario e tratta di armi verso i ribelli, reclutamento di mercenari stranieri e corteggiamento di varie specie di estremisti".
Oltre a fornire gli elicotteri MI-25 rigenerati, la Russia disse altresì di aver trasferito alla Siria il sistema di difesa aerea Buk, il sistema missilistico di difesa costiera Bastion, e il jet addestrativo per combattimento Yak-130. Assad ha goduto pure di spedizioni di carburante, e un numero imprecisato di consiglieri militari sta insegnando ai siriani come usare armi russe. Il capo del servizio federale russo per la cooperazione militare-tecnica confermò che gli elicotteri da attacco siriani MI-25 riparati erano "pronti ad essere consegnati per tempo" aggiungendo che "la Siria è nostra amica, e noi manteniamo gli impegni con i nostri amici". Amnesty International, commentando il dispiegamento avventato di elicotteri militari da parte del governo siriano, criticò la Russia: "Chiunque fornisca elicotteri d'attacco — o ne faccia manutenzione, riparazione o aggiornamento — al governo siriano dimostra un disprezzo gratuito dell'umanità." Human Right Watch ammonì la società di produzione di armi posseduta dallo Stato russo Rosoboronexport in una lettera che secondo il diritto internazionale, "fornire armi alla Siria mentre vengono compiuti crimini contro l'umanità può degenerare nel concorso nella commissione di quei crimini ", e invitò i governi e le imprese di tutto il mondo a smettere di firmare nuovi contratti, e considerare di sospendere gli accordi correnti con l'impresa russa.
Nel maggio 2013 il primo ministro di Israele Benjamin Netanyahu si recò a Mosca nel tentativo di convincere il presidente Vladimir Putin a non vendere batterie di missili terra-aria S-300 e 144 missili al governo Assad. Il sistema di difesa aerea a lungo raggio sarebbe stato un salto di qualità per la difesa aerea esistente in Siria, consentendole di abbattere aerei da caccia e missili da crociera.
Si è detto che il governo Assad avesse impiegato elicotteri (di fornitura russa) MI-8 e Mi-17 per eseguire attacchi con "bombe barile" ad Homs. Secondo l'ex alto dirigente dell'intelligence americana Jeffrey White, la cosa più probabile era che la Russia stesse fornendo parti di ricambio come motori, trasmissioni e rotori.
Nel 2015 Assad confermò in un'intervista che la Russia stava fornendo armi alla Siria in forza a contratti siglati prima e dopo l'inizio del conflitto.
Venivano addestrati in Russia ufficiali e personale della difesa aerea.

### Intervento ed attacchi aerei (2015–16)

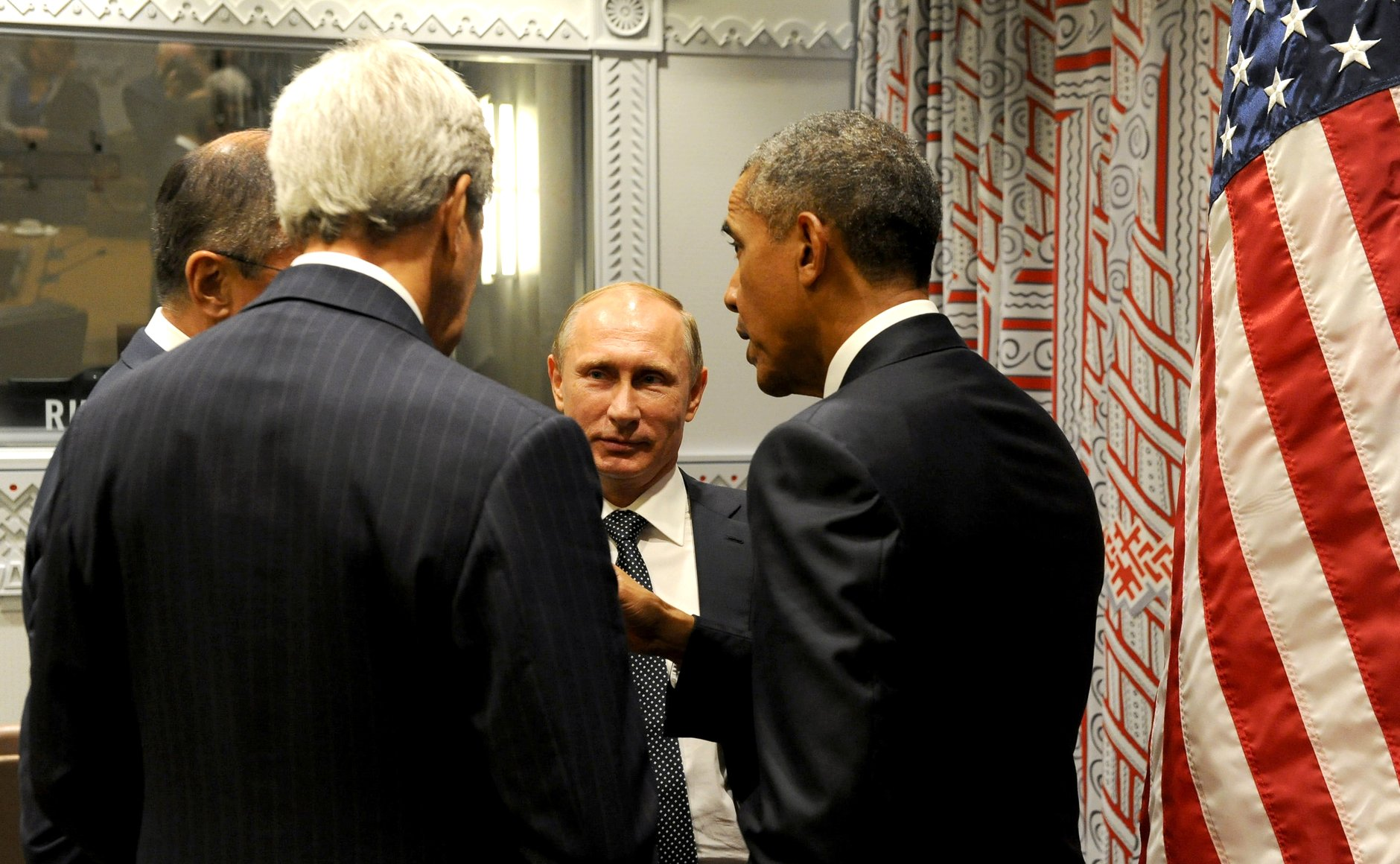
Barack Obama incontra Vladimir Putin per discutere della Siria, 29 settembre 2015.

Verso settembre 2015 la Russia aveva aumentato la sua presenza in Siria, schierando 12 aerei d'attacco Su-25, 12 aerei da interdizione Su-24, 6 bombardieri medi Sukhoi Su-34 e 4 aerei multiruolo e 15 elicotteri (tra cui quelli d'attacco Mi-24) nell'aeroporto internazionale Bassel al-Assad presso Latakia. Gli aeroplani erano protetti da almeno due e forse tre sistemi antiaerei terra aria SA-22 e venivano usati droni di sorveglianza disarmati simili agli MQ-1 Predator per missioni di ricognizione in volo. Oltre alle forze aeree, le forze terrestri comprendevano 6 carri T-90, 15 pezzi di artiglieria e 35 veicoli trasporto truppe.
Il 30 settembre 2015 il Consiglio della federazione autorizzò l'impiego di forze militari in Siria, con attività di combattimento limitate all'aviazione. Secondo organi di informazione russi, il presidente siriano Bashar al-Assad aveva chiesto alla Russia di intervenire fornendo assistenza militare.
Il 30 settembre 2015 la Russia lanciò i primi attacchi aerei ad Al-Rastan, Talbiseh e Zafaraniya nella provincia di Homs in Siria. Mosca diede agli Stati Uniti un preavviso di un'ora per le sue operazioni. La zona di Homs è cruciale per il controllo della Siria occidentale da parte del presidente Bashar al-Assad. Se i ribelli prendessero il controllo della zona separerebbero le città costiere di Latakia — base delle forze aeree russe — e Tartus, in cui la Russia gestisce una struttura della marina militare, da Damasco.
Il 1 ottobre 2015 il portavoce del ministero della difesa russo disse che la Russia aveva schierato più di 50 aerei (tra cui anche Su-34) in Siria: "Il gruppo aereo fu schierato con brevissimo preavviso. Ci siamo riusciti, dato che la maggior parte del materiale e delle munizioni erano già lì, nel nostro deposito di Tartus. Dovevamo solo spostare i nostri aerei e consegnare qualche dotazione."
Alla fine di dicembre 2015, importanti esponenti dell'amministrazione USA ammisero in privato che la Russia, benché mantenendo un profilo militare relativamente leggero, aveva ottenuto il suo obiettivo principale di stabilizzare il governo Assad e, al costo di perdite relativamente basse ed esigue, poteva sostenere l'operazione a questo livello per anni a venire.

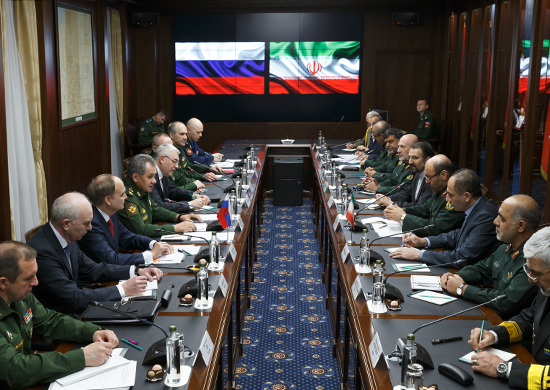
Il ministro della difesa russo Sergej Šojgu con il suo collega iraniano Hossein Dehghan, 16 febbraio 2016.

Nel febbraio 2016 l'ambasciatore russo in Siria disse che parte delle forniture di armi russe al governo siriano era a titolo gratuito o a condizioni di favore.
Nel marzo 2016 la città strategica di Palmira fu riconquistata dall'esercito siriano dopo un'offensiva su vasta scala sostenuta da attacchi aerei russi.

### Ruolo dei contractor privati
Ufficialmente la Russia partecipa solo ad una "guerra aerea" nei cieli della Siria, oltre ad un piccolo numero di truppe speciali e di supporto sul terreno. Però nel novembre 2016 la Reuters pubblicò un servizio che dimostrava che le forze russe stavano giocando un ruolo più consistente nel combattimento sul terreno impiegando contractor ingaggiati attraverso agenzie private registrate in giurisdizioni straniere. Secondo l'articolo, malgrado il loro status ufficiale, queste truppe operavano in coordinazione con le forze militari regolari russe e al rientro in patria si vedevano riconosciuti i benefici normalmente appannaggio dei soldati che avessero servito lo Stato. I contractor russi che combattono in Siria avrebbero uno stipendio mensile di 6 500 dollari.
Secondo pubblicazioni dei media russi, i mercenari russi avevano partecipato a combattimenti in Siria prima che nel settembre 2015 fosse formalmente iniziato l'intervento russo.

## Cittadini russi al fianco di gruppi di ribelli/jihadisti
Nel maggio 2016 la Reuters pubblicò un rapporto speciale intitolato "Come la Russia ha permesso a radicali cresciuti sul suo territorio di andare a combattere in Siria" che, fondandosi su racconti di prima mano, diceva che almeno nel periodo tra il 2012 e il 2014 le agenzie del governo russo apparentemente diedero vita ad un programma per facilitare ed incoraggiare radicali e militanti russi a lasciare la Russia e ad andare in Turchia e da lì in Siria; le persone in questione si erano unite a gruppi jihadisti, alcune combattendo con l'ISIS.
Un alto dirigente dell'ISIS, Abu Omar al-Shishani, inizialmente guidava un gruppo di parecchie centinaia di combattenti, per lo più provenienti dagli Stati ex sovietici. Nel giugno 2016 Nikolai Bordyuzha stimò che 10 000 militanti provenienti dagli Stati ex sovietici stessero combattendo con i gruppi jihadisti nel Medio Oriente, Siria compresa. Nel luglio 2016, la stampa britannica citò "esperti" che asseritamente credevano che l'ISIS avesse schierato almeno tre battaglioni "caucasici" (spesso comandati da ceceni) da circa 150 uomini ciascuno, in cui si parlava solo russo.

## Tentativi di collaborazione con USA e UK

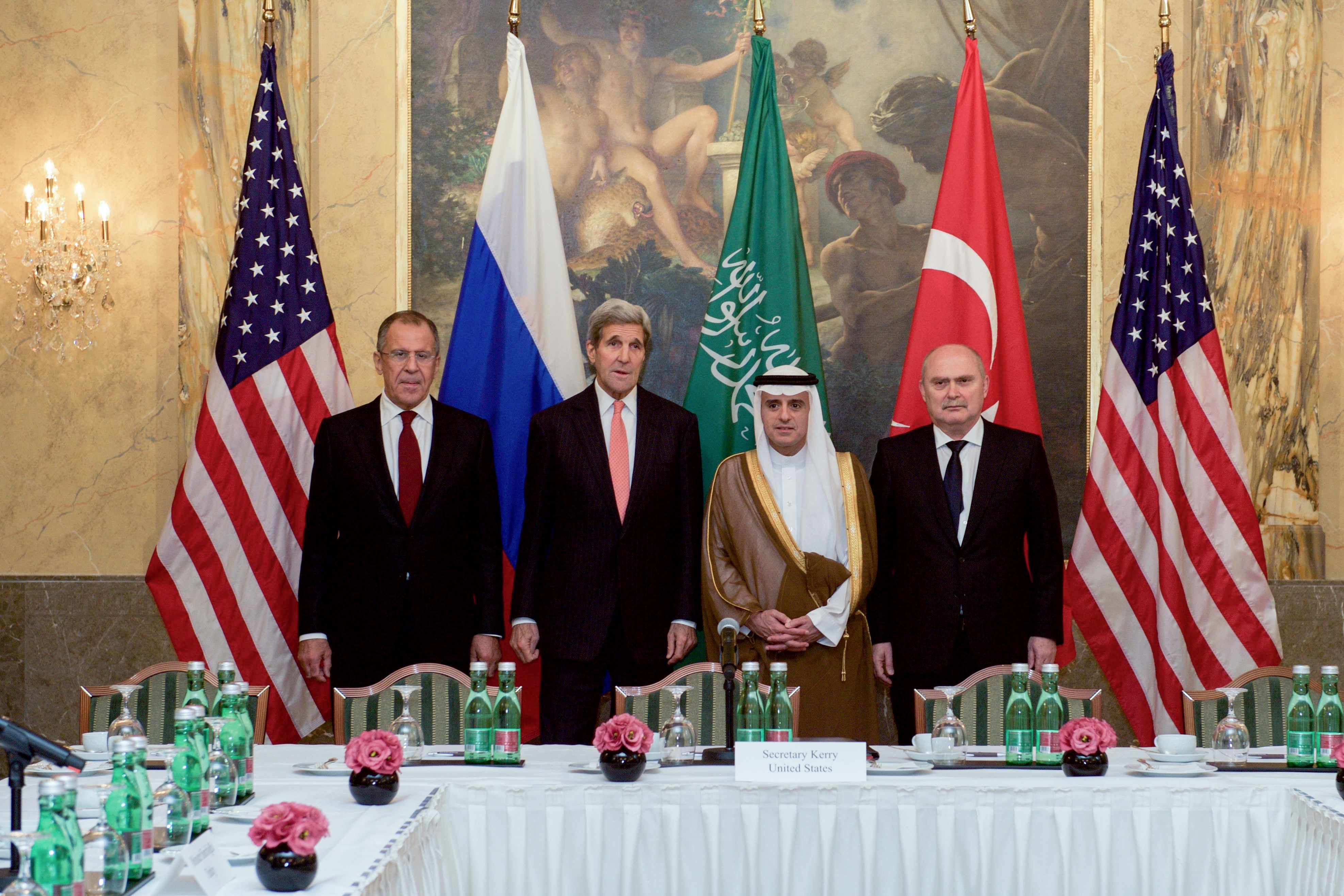
I ministri degli esteri di USA, Russia, Turchia ed Arabia Saudita a Vienna, prima di una discussione quadrilaterale incentrata sulla Siria, 29 ottobre 2015.

La proposta di Putin, a metà ottobre 2015, che gli USA ricevessero una delegazione USA di alto livello e che una delegazione USA arrivasse a Mosca per discutere un'azione coordinata contro il terrorismo in Siria fu disattesa sia dagli Stati Uniti
 sia dal Regno Unito.

## Discussioni per un componimento politico di lungo termine
Il 20 ottobre 2015, a tre settimane dopo l'inizio della campagna militare in Siria, il presidente russo Vladimir Putin incontrò a Mosca il presidente siriano Bashar al-Assad per discutere la loro campagna militare congiunta "contro il terrorismo" e "un componimento di lungo termine, basato su un processo politico che coinvolge tutte le forze politiche, i gruppi etnici e religiosi" in Siria.

## Reazioni

### Interne
Nel maggio 2012 la Chiesa ortodossa russa e il suo primate patriarca Cirillo I fu descritto dagli organi di informazione più diffusi come un sostenitore del governo costituito in Siria; la dirigenza ecclesiastica alludeva alla potenziale minaccia ai cristiani della Siria rappresentanti il 10% della popolazione.
Nel settembre 2015 uno dei leader musulmani (sunniti) della Russia, il muftì capo Talgat Tadzhuddin, disse: "sosteniamo pienamente l'uso di un contingente di forze armate russe nella battaglia contro il terrorismo internazionale."
Nel novembre 2015 Tadzhuddin dichiarò pubblicamente di aver proposto a Vladimir Putin di annettere la Siria.
Ai primi di gennaio 2016 il patriarca Cirillo approvò pubblicamente l'operazione militare della Russia in Siria dicendo che la campagna in quel Paese che "è letteralmente il nostro vicino" era la "difesa della patria".
Nel maggio 2019 The Moscow Times riferì che "cinquantacinque per cento degli intervistati russi dicono che il loro Paese doveva terminare la campagna militare in Siria, contro un 49 per cento nell'agosto 2017, secondo in sondaggio pubblicato da Levada". Secondo un sondaggio dell'agosto 2019 a cura della Public Opinion Foundation, solo il 10% dei russi ritengono che l'intervento militare russo nella guerra civile siriana sia stato un "successo".

### Estere

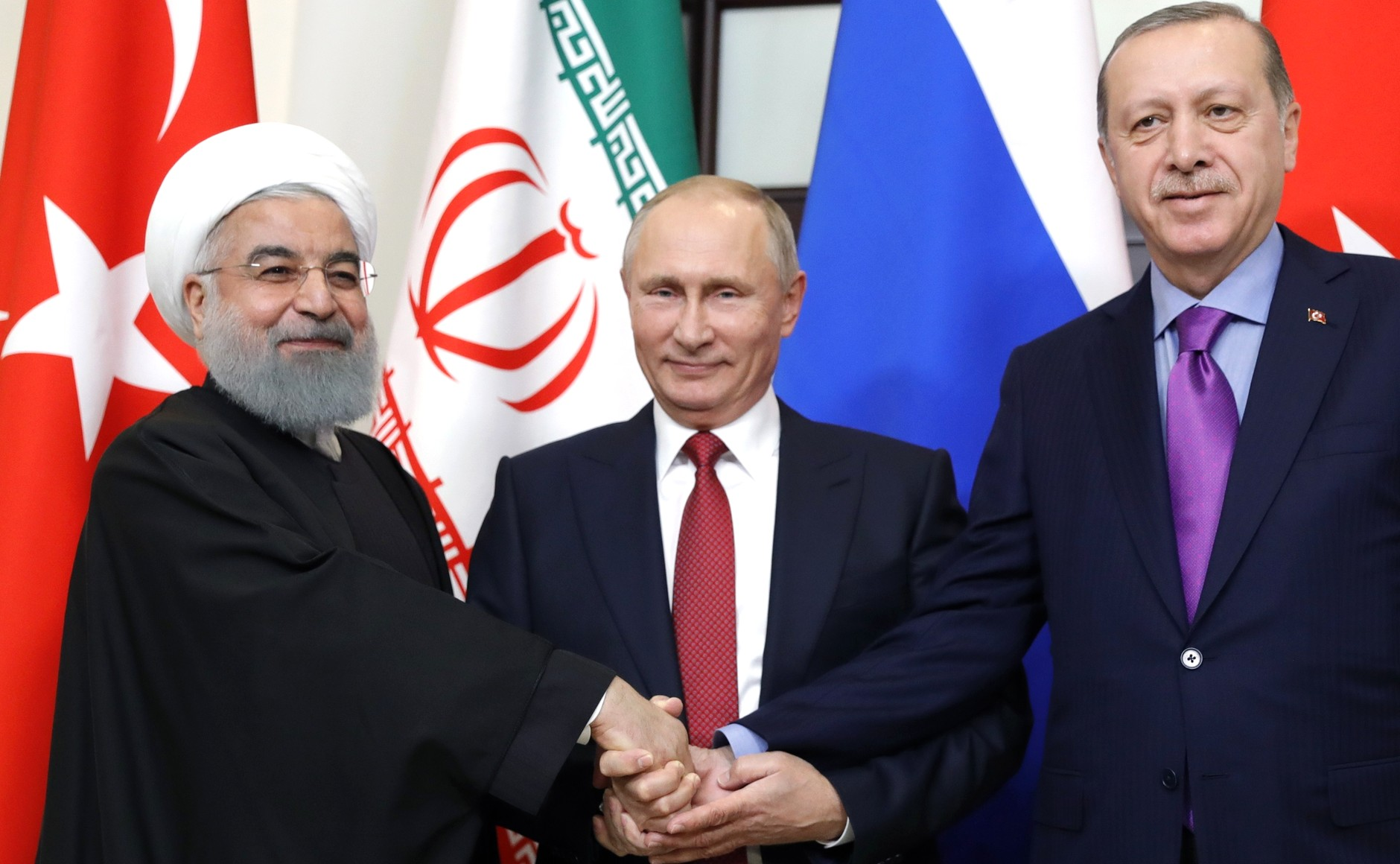
Vladimir Putin, Hassan Rouhani, Recep Tayyip Erdoğan. Russia, 2017.

Nel gennaio 2012 Human Rights Watch criticò la Russia per il "ripetere gli errori dei governi occidentali durante la primavera araba continuando a sostenere un alleato autoritario di lunga data [Assad] il cui popolo ha chiaramente espresso il desiderio di un cambiamento democratico". Il gruppo per i diritti umani accusò ancora la Russia di usare selettivamente uno dei suoi rapporti per sostenere una posizione unilaterale in Siria.
L'ex ambasciatore UK in Russia dal 2004 al 2008, Tony Brenton, disse nell'aprile 2012 che la Russia sta cercando — in Siria — la sua prima opportunità dalla guerra fredda di espandere le sue capacità di intermediazione.
Nell'ottobre 2015 Robert Fisk, corrispondente in Medio Oriente per The Independent, scrisse: "l'aeronautica militare russa in Siria è volata dritta nello spazio aereo della fantasia dell'Occidente. I russi, apprendiamo ora, stanno bombardando i "moderati" in Siria — "moderati" che, come gli stessi americani avevano ammesso due mesi fa, non esistevano più."
The New York Times affermò che con i ribelli antigovernativi in Siria che ricevevano per la prima volta generose forniture di missili anticarro e con la Russia che aumenta il numero di attacchi aerei contro gli oppositori del governo, fenomeni che avevano alzato il morale di entrambi gli schieramenti, ampliando gli obiettivi della guerra ed indurendo le posizioni politiche, il conflitto si stava trasformando in una guerra per procura totale tra USA e Russia. Questa analisi fu condivisa dall'autorevole testata olandese NRC Handelsblad che suggerì parallelismi con la situazione in Afghanistan degli anni 1980. Nel 2016 il giornalista Premio Pulitzer Seymour Hersh espresse l'opinione che la campagna militare russa contro i gruppi militanti in Siria era "molto buona" e più efficace delle campagne a guida USA, dichiarando "io non so perché continuiamo a vivere nella guerra fredda, ma è così. La Russia ha fatto davvero un buon lavoro. Loro … hanno fatto il bombardamento che era più efficace del nostro, penso che sia giusto dirlo."
- USA: La coalizione a guida USA che sta lanciando i suoi attacchi aerei contro l'ISIS ha chiesto che la Russia smetta di attaccare obiettivi diversi dall'ISIS. "Invitiamo la Federazione Russa a cessare immediatamente gli attacchi su opposizione siriana e civili siriani ed a concentrare le sue energie sulla lotta all'ISIS," disse la coalizione a guida USA.[147] Si oppose anche alla condivisione con Assad delli informazioni.[148] Per quanto riguarda l'opposizione diversa dall'ISIS è noto che i gruppi hanno ricevuto addestramento ed armi da USA e altri nemici di Assad.[147] "Noi non sosteniamo la presenza di esponenti del governo siriano appartenenti ad un regime che ha brutalizzato i suoi stessi cittadini," disse il colonnello Steven H. Warren, portavoce dalla coalizione a guida USA.[148]
- Regno Unito: "Stanno appoggiando il macellaio Assad, il che è un terribile errore, per loro e per il mondo." disse il primo ministro britannico David Cameron.[147][149]